# IFT80
IFT80‏ (Intraflagellar transport 80) هوَ بروتين يُشَفر بواسطة جين IFT80 في الإنسان.